# Pietro Speciale
Pietro Speciale (Palerm, Sicília, 29 de setembre de 1876 – Palerm, 9 de novembre de 1945) va ser un tirador d'esgrima italià, que va competir durant el primer quart del segle xx.
Va prendre part en tres edicions dels Jocs Olímpics d'Estiu, el 1908, 1912 i 1920. En ells guanyà dues medalles: una d'or en la prova de floret per equips dels Jocs d'Anvers, el 1920; i una de plata en la prova de floret individual, als Jocs d'Estocolm, el 1912.